# Alain-Marie du Noday
 (décembre 2011).
Si vous disposez d'ouvrages ou d'articles de référence ou si vous connaissez des sites web de qualité traitant du thème abordé ici, merci de compléter l'article en donnant les références utiles à sa vérifiabilité et en les liant à la section « Notes et références ».
Alain-Marie du Noday, né le 3 novembre 1899 à Saint-Servant, Morbihan, mort le 14 décembre 1985  à Porto Nacional, Tocantins (Brésil), est un religieux français devenu évêque au Brésil.

## Biographie
Issu d'une famille noble, il est le fils du vicomte Arthur de Noday. Après des études au Collège Saint-François-Xavier de Vannes il s'engage dans l'armée et sert comme lieutenant au Maroc. Officier supérieur au cours de la Première Guerre mondiale, il réussit à remplacer pendant une bataille le général blessé.
Il entra ensuite chez les dominicains et fut ordonné prêtre le 4 août 1928 au couvent de Saint-Maximin.
Dans les années 1930, il partit au Brésil, résida à Rio de Janeiro où il fit un important travail de pastorale universitaire qui devait déboucher par la suite sur la création de l’Université Pontificale Catholique de cette ville. Le 29 avril 1936, le nonce apostolique lui annonce que le pape venait de le nommer évêque de Porto Nacional (pt), qui à l’époque faisait partie de l’État de Goiás. Il fut consacré évêque en mai 1936, succédant à un évêque missionnaire dominicain, Dominique Carrérot, qui fut le premier évêque de Porto Nacional.
On rapporte qu'il menait une vie austère, face à la dureté rurale d’un immense diocèse qui englobait tout le Nord du Goiás.
Il fut un évêque voyageur, missionnaire, apôtre et héros d’une Église manquant de tout, humble et méconnue. Pendant de longues années, à cheval ou à pied, il sillonna le sertão d’Arraias à Tocantinópolis.
Il se consacra à la formation de prêtres du pays. Il prépara 27 prêtres pour son immense diocèse, qui était le seul au Brésil à pouvoir se targuer d’avoir un clergé autochtone.
Il se consacra à l’annonce de l’évangile à tout le Sertão.  Il initia des communautés qui devinrent paroisses dont l'expansion accompagnait et favorisait le développement du moyen et nord Goiás.  Son travail pastoral déboucha sur la création de trois diocèses: Tocantinópolis, Miracema do Norte et Cristalândia.
À cheval ou à pied, il voyageait toujours chargé de livres: il était bien informé, homme de grande culture surtout biblico-théologique et philosophique. Parfois, pourtant, il arrivait que dans son sac, à la place de livres il trouve des aliments pour le voyage... C’était une délicate ruse des sœurs dominicaines de Porto Nacional, préoccupées de sa santé.
Tous les matins il faisait sa méditation en lisant des passages du Nouveau Testament en grec, langue qu’il connaissait parfaitement.
Il ne revint jamais en France pour revoir ses parents et même quand il allait à Rome (ad limina) il y allait directement, car il disait : “Je dois économiser l’argent pour acheter des souliers pour mes séminaristes”. Jamais il ne voulut de voiture.
Grâce à Dom Alano, le fameux Brigadier Eduardo Gomes (son ami personnel) se sentit encouragé à être le pionnier du courrier aérien militaire de Rio de Janeiro à Belém do Pará, en passant par le Nord Goiás.
Le Brésil lui a manifesté sa gratitude en lui attribuant sa plus haute décoration, l’Ordre de la Croix du Sud. La France lui conféra la Légion d’honneur.
En 1978 pour ses 50 ans de sacerdoce, l’Église l’a mis à l’honneur avec une émouvante lettre personnelle du pape Paul VI qui disait: “Considérant l’œuvre remarquable que vous avez réalisée au Brésil, nous vous saluons comme missionnaire de notre époque, digne de toute louange, zélé prêcheur de l’évangile dans l’État de Goiás et sage modérateur du peuple de Dieu”.
Dans un geste d’humilité, il renonça à son diocèse en mai 1976 pour devenir curé de paroisse dans la ville de Campos Belos, dans l’État de Tocantins, à plus de 400 km de Porto Nacional.
Devant une injustice commise par l’État contre le professorat de Goias, il renonça à l’honneur de l’Ordre de la Croix du Sud.
Le Saint Siège nomma pour lui succéder le dominicain Dom Celso Pereira de Almeida.
Sa cause de béatification a été introduite par le diocèse de Porto Nacional. 
Ainsi parla de lui Dom Fernando Gomes dos Santos, archevêque de Goiânia: “Voilà un homme heureux, un évêque libre et libérateur, sans compromis avec personne sauf avec Dieu et son Église”.